# Rovišče pri Studencu
Rovišče pri Studencu este o localitate din comuna Sevnica, Slovenia, cu o populație de 154 de locuitori.